# Campeonato Europeo de Remo de 1920
El XXII Campeonato Europeo de Remo se celebró en Mâcon (Francia) en 1920 bajo la organización de la Federación Internacional de Sociedades de Remo (FISA).
En total se disputaron cinco pruebas diferentes, todas ellas en la categoría masculina.

## Resultados

### Masculino
| Evento                 | Oro | Plata | Bronce |
| ---------------------- | --- | --- | --- |
| Scull individual M1X   | Max Schmid · Suiza | Giovanni Di Vaio Italia | Jacques Haller · Bélgica |
| Doble scull M2X        | Alfred Plé Gaston Giran Francia | Wilhelm Walter · Karl Schöchlin · Suiza | Émile Denis · Paul Wilbrant · Bélgica |
| Dos con timonel M2+    | Gabriel Poix Maurice Bouton Ernest Barberolle (t) Francia                                                                                          | Édouard Candeveau · Alfred Felber · Paul Piaget (t) · Suiza                                                                                                | Georges Van Den Bossche · Oscar Van Den Bossche · NC (t) · Bélgica                                                                                          |
| Cuatro con timonel M4+ | Hans Walter · Max Rudolf · Willy Brüderlin · Paul Rudolf · Paul Staub (t) · Suiza                                                                  | Oscar Bekaert · Adrien D'Hondt · Robert Demulder · Joannes Jacob Van Silfhout · Jules Van Wambeke (t) · Bélgica                                            | Francia |
| Ocho con timonel M8+   | Hans Walter · Max Rudolf · Willy Brüderlin · Paul Rudolf · Franz Türler · Charles Freuler · Fran Roesli · Rudolf Bosshard · Paul Staub (t) · Suiza | Daniël Clarembaux · Jozef Hermans · Charles Lalemand · Gustave De Mulder · Félix Taymans · René Smet · Julien Crickx · Maurice Requillé · NC (t) · Bélgica | Giuseppe De Col Michelangelo Bernasconi Carlo Cosmati Edoardo Natella Paolino Porta Ambrogio Pessina Enzo Malinverno Angelo Maiocchi Plinio Urio (t) Italia |

## Medallero
| Núm. | País    | Oro | Plata | Bronce | Total |
| ---- | ------- | --- | ----- | ------ | ----- |
| 1    | Suiza   | 3   | 2     | 0      | 5     |
| 2    | Francia | 2   | 0     | 1      | 3     |
| 3    | Bélgica | 0   | 2     | 3      | 5     |
| 4    | Italia  | 0   | 1     | 1      | 2     |
|      | TOTAL   | 5   | 5     | 5      | 15    |